# بخش کراسنوگورسکی، استان بریانسک
بخش کراسنوگورسکی (به لاتین: Krasnogorsky District) یک منطقهٔ مسکونی در روسیه است که در استان بریانسک واقع شده‌است.